# USS Каллистер: В бесконечность
«USS Каллистер: В бесконечность» (англ. USS Callister: Into Infinity) — шестой и заключительный эпизод седьмого сезона британского научно-фантастического телесериала «Чёрное зеркало», а также продолжение эпизода четвёртого сезона «USS Каллистер». К своим ролям вернулись Кристин Милиоти, Джимми Симпсон, Билли Магнуссен, Оси Икхиль, Миланка Брукс, Пол Г. Рэймонд и Джесси Племонс. Сценарий написали создатель и шоураннер сериала Чарли Брукер, Биша К. Али, Уильям Бриджес и Бекка Боулинг, а режиссёром выступил Тоби Хейнс. Премьера наряду с остальной частью седьмого сезона состоялась 10 апреля 2025 года на Netflix.

## Сюжет
События эпизода происходят спустя три месяца после событий эпизода «USS Каллистер». Цифровые клоны сотрудников корпорации Каллистер выживают в «Бесконечности» — многопользовательской онлайн-игре в виртуальной реальности. Для этого им приходится грабить других игроков. Команда «USS Каллистер» решает отправиться в «Сердце Бесконечности», чтобы создать там собственное виртуальное пространство. Для этого им необходим Уолтон (Джимми Симпсон) — генеральный директор корпорации или его цифровой клон.
Так как у цифровых клонов нет никнеймов, после многочисленных жалоб игроков об их грабежах становится известно СМИ и руководству корпорации. Нанетт Коул (Кристин Милиоти) вызывается решить проблему и почти одновременно со своим цифровым клоном капитаном Нэн обнаруживает местонахождение лейтенанта Уолтона — цифрового клона генерального директора. Зайдя в игру, Коул вместе с настоящим Уолтоном встречаются со своими цифровыми клонами и все вместе отправляются на «USS Каллистер». Там Уолтон убивает цифрового клона Карла Плаумана (Билли Магнуссен) — Валдака. Коул отключает его от игры и сбегает из офиса, после чего её внезапно сбивает машина.
«USS Каллистер» добирается до «Сердца», которое выглядит как космическая станция. Нэн перемещается внутрь него, где обнаруживает цифровую копию гаража Роберта Дейли (Джесси Племонс), в котором он создал «Бесконечность», и цифрового клона самого Дейли, которого туда поместили настоящие Дейли и Уолтон с помощью запрещённого устройства, чтобы тот обновлял и расширял игру бесконечно. Дейли соглашается помочь Нэн, однако предоставляет ей выбор: либо он объединяет её сознание с сознанием Нанетт, у которой умер мозг, в результате чего та выберется в реальный мир, либо создаёт частный сервер для команды. Нэн выбирает второй вариант, но Дейли говорит, что может реализовать сразу оба, «скопировав и вставив» Нэн. Так как это значит, что её новая копия займёт её место, а она сама останется с Дейли, Нэн требует, чтобы тот вместо этого «вырезал и вставил», и в результате Дейли нападает на неё.
Нэн удаётся убить Дейли, что вызывает активацию переключателя мертвеца — разрушение «Сердца». Нэн в последний момент выполняет команду «вырезать и вставить», после чего оказывается в теле Коул, в мозг которой также помещена команда «USS Каллистер». В это время сотрудник корпорации Кабир Дудани (Пол Г. Рэймонд) сообщает Уолтону, что сервера «Бесконечности» вместе со всеми копиями были стёрты.
Три месяца спустя Уолтона арестовывают по многочисленным обвинениям, включая мошенничество и «нарушение цифровых прав человека». Увидев это в новостях, Нэн и команда «USS Каллистер» обсуждают своё нынешнее положение, а после включают «Настоящих домохозяек Атланты».

## Производство
Эпизод является продолжением эпизода «USS Каллистер»; режиссёром эпизода снова выступил Тоби Хейнс. Первоначально Брукер и Хейнс планировали в качестве продолжения «USS Каллистера» снять полноценный сериал, однако в 2023 году планы были сорваны из-за начавшейся забастовки SAG-AFTRA. В конечном счёте идеи для сериала были переработаны в полуторачасовой эпизод.
О возвращении большинства актёров к своим ролям было объявлено ещё до премьеры эпизода, однако Брукер держал в секрете возвращение Джесси Племонса в роли цифрового клона Роберта Дейли. У Микейлы Коул, сыгравшей в «USS Каллистере» Шанию Лоури, возникли проблемы с расписанием, в результате чего она не вернулась к своей роли в продолжении. По сюжету, цифровая копия её персонажа была убита между событиями эпизодов «USS Каллистер» и «USS Каллистер: В бесконечность».

## Критика
Эпизод получил положительные отзывы. На сайте-агрегаторе рецензий Rotten Tomatoes эпизод получил рейтинг свежести 100 % на основе 10 рецензий критиков. Алек Бохалад из Den of Geek оценил эпизод на 4,5 из 5 звёзд.